# التیر
التیر (به فرانسوی: Altier) یک کمون در فرانسه است که در لوزر واقع شده‌است.

## خصوصیات
التیر ۵۴٫۴۵ کیلومترمربع مساحت و ۲۰۹ نفر جمعیت دارد و ۷۲۵ متر بالاتر از سطح دریا واقع شده‌است.